# Максименко Віктор Миколайович
Ві́ктор Микола́йович Макси́менко (нар. 11 січня 1964, Іванівка, Чернігівська область, СРСР — пом. 29 січня 2007, Київ, Україна) — радянський військовик та український громадський діяч, ветеран війни в Афганістані, голова Спілки ветеранів Афганістану Подільського району Києва, кавалер ордена Червоної Зірки та ордена «За мужність» III ст.

## Життєпис
Віктор Максименко народився в Іванівці, що на Чернігівщині. У віці 10 років втратив батька та разом з матір'ю і ще трьома дітьми переїхав жити до міста Щорс. У 14-річному віці здійснив безрезультатну спробу вступити до Херсонського морехідного училища, після чого повернувся додому та розпочав навчання у професійно-технічному училищі за спеціальністю «столяр-тесляр».
Закінчивши ПТУ, Віктор вступив до Київського інженерно-будівельного інституту, де окрім навчання почав серйозно займатися спортивним скелелазінням у секції альпінізму. Максименко став переможцем чемпіонату України, а згодом і чемпіонату СРСР серед молоді, отримав звання кандидата в майстри спорту.
У 1983 році Віктора Максименка було призвано до лав Радянської армії та направлено для проходження служби до Демократичної Республіки Афганістан. Через три місяці його було призначено командиром взводу. Під час виконання завдання на Нагаханському повороті, у позицію на даху, де знаходився Віктор та ще декілька бійців його підрозділу, влучив мінометний снаряд, випущений через необачність власним же мінометником. Наслідки вибуху виявилися для Максименка трагічними — він пережив близько восьми хвилин клінічної смерті, дев'яносто днів напівсвідомого існування та більш як двадцять операцій. Врятувати зір хлопцю так і не вдалося. Окрім того, в нього була майже повністю відсутня лобова кістка, а у мізках лишилися дрібні уламки снаряда.
Попри повну втрату зору та складні ушкодження, Віктор Максименко твердо вирішив жити далі повноцінним життям і протягом 45 днів опанував абетку Брайля, аби мати змогу читати літературу. Його рішення подавати документи на факультет філософії Київського державного університету імені Тараса Шевченка викликало в оточення меншою мірою здивування, а більше нерозуміння. В університеті документи Віктора спочатку навіть відмовлялися приймати, не вірячи у те, що сліпий зможе навчатися на рівні зі звичайними студентами. Проте, всупереч усім сумнівам, Максименко закінчив університет з відзнакою та влаштувався викладачем на кафедру філософії у Київському національному університеті будівництва та архітектури. Втім, і на цьому він не зупинився — за доволі короткий термін Максименку вдалося захистити в Інституті філософії НАН України кандидатську дисертацію за темою «Утопія в системі соціального знання» та отримати посаду доцента.
Окрім науки, Віктор Максименко активно займався громадською діяльністю. З 1994 по 2007 рік очолював Спілку ветеранів Афганістану Подільського району міста Києва.
Однак наслідки важкої травми давали про себе знати. Віктор не міг більше розрізняти запахи, напади пост-травматичної епілепсії раз-пораз призводили до тимчасового паралічу кінцівок та глибокого шокового стану, подолати який вдавалося лише у реанімації. 29 січня 2007 року Віктор Максименко помер. Його було поховано на Берковецькому цвинтарі у Києві.
У травні 2013 року рішенням Київської міської ради N 320/9377 ім'я Віктора Максименка було присвоєно гімназії № 34 «Либідь», що розташована у Подільському районі Києва. Крім того, на фасаді навчального закладу було встановлено меморіальну дошку на честь ветерана-афганця.

## Відзнаки та нагороди
Військові відзнаки
- Орден Червоної Зірки
- Орден «За мужність» III ст. (2 грудня 1998) — за сумлінну працю і активну громадську діяльність, особистий внесок у вирішення проблем інвалідів[2]
- Медаль «Захиснику Вітчизни»
- Ювілейна медаль «60 років визволення України від фашистських загарбників»
- Медаль «70 років Збройних Сил СРСР»
- Медаль «В пам'ять 1500-річчя Києва»
- Нагрудний знак «Воїну-інтернаціоналісту»
- Медаль «Воїну-інтернаціоналісту від вдячного афганського народу»

Спортивні досягнення
- Кандидат в майстри спорту зі спортивного скелелазіння

Науковий ступінь
- Кандидат філософських наук